# Championnat de France féminin de handball 2019-2020
Navigation
2018-2019 2020-2021
| \| Issy/Paris Metz Toulon Besançon Fleury-les-A. Nantes Dijon Nice Brest Chambray Mérignac Bourg-de-Péage \| Localisation des clubs engagés dans le championnat. · En rouge, le champion. |
| Issy/Paris Metz Toulon Besançon Fleury-les-A. Nantes Dijon Nice Brest Chambray Mérignac Bourg-de-Péage                                                                                    |

La saison 2019-2020 de LFH est la soixante-neuvième édition du Championnat de France féminin de handball et la première sous la dénomination de Ligue Butagaz Énergie. Il s'agit du premier niveau du handball féminin français. Cette compétition oppose les douze meilleures équipes françaises professionnelles en une série de vingt-deux matches de saison régulière du 28 août 2019 au 15 avril 2020. S'ensuivent jusqu'au 24 mai 2020 des playoffs et des playdowns permettant de décerner le titre et les qualifications européennes ainsi que de désigner l'équipe reléguée en deuxième division. Pour la première fois de son histoire, la Ligue féminine de handball signe un accord de naming et devient la Ligue Butagaz Énergie du nom de son nouveau sponsor. 
Le 17 avril 2020, en conséquence de la pandémie de Covid-19, la LFH décide de l'arrêt du championnat après que 19 des 22 journées ont été disputées, mais pas la phase finale (playoffs et playdowns). Ainsi, le Bureau Directeur de la FFHandball a décidé de ne pas attribuer de titre de Champion de France, les clubs de Brest Bretagne Handball et Metz Handball (tenant du titre) étant classés premiers à égalité de points. Ces deux clubs sont qualifiés en coupe d'Europe en compagnie du CJF Fleury Loiret Handball et du Nantes Atlantique Handball.
En bas du classement, aucun club n'est relégué puisqu'une semaine plus tôt, la LFH avait entériné le passage à 14 clubs pour le championnat 2020-2021 : ainsi, le Mérignac Handball est maintenu tandis que le Handball Plan-de-Cuques et le HBCSA Porte du Hainaut, premiers de leur poule de la première phase en Division 2, sont promus.

## Formule de la compétition
La phase régulière du championnat de LFH se déroule en une phase aller suivie d’une phase retour formant un total de vingt-deux journées sportives. Douze clubs s’affrontent au cours de la phase régulière du championnat.
À l’issue de la saison régulière du championnat, les équipes classées de la 1re à la 8e place sont qualifiées pour disputer les playoffs qui détermineront l’équipe championne de France. Phases finales du championnat, les playoffs sont des matches aller-retour à élimination directe débutant à partir des quarts de finale. Le vainqueur de la finale des playoffs est qualifié pour la Ligue des champions et l’équipe finaliste se qualifie pour la Ligue européenne (ex-Coupe de l'EHF).
Les équipes occupant les places 9 à 12 se rencontrent en playdowns, à l’issue desquels la dernière équipe se voit reléguée en Division 2.

## Clubs participants
Légende des couleurs
- Participant à la Ligue des champions
- Participant à la Coupe de l'EHF
- Promu de deuxième division

| Club                          | En LFH depuis | Classement 2018-2019 | Entraîneur          | Depuis       | Salle                                               | Capacité théorique |
| ----------------------------- | ------------- | -------------------- | ------------------- | ------------ | --------------------------------------------------- | ------------------ |
| Metz Handball                 | 1987          | 1er                  | Emmanuel Mayonnade  | 2016         | Palais omnisports Les Arènes                        | 4 525              |
| OGC Nice Handball             | 2012          | 2e                   | Marjan Kolev        | 2016         | Halle des sports Charles-Ehrmann                    | 1 450              |
| Brest Bretagne Handball       | 2016          | 3e                   | Laurent Bezeau      | 2013         | Brest Arena                                         | 4 077              |
| Nantes Atlantique Handball    | 2013          | 4e                   | Allan Heine         | 2018 12/2018 | Complexe sportif du Vigneau Salle de la Trocardière | 1 640 4 238        |
| ES Besançon                   | 2015          | 5e                   | Raphaëlle Tervel    | 2015         | Palais des sports Ghani-Yalouz                      | 3 380              |
| Chambray Touraine Handball    | 2016          | 6e                   | Guillaume Marquès   | 2009         | Gymnase de la Fontaine Blanche                      | 700                |
| CJF Fleury Loiret             | 2003          | 7e                   | Christophe Cassan   | 2016         | Gymnase Albert Auger Palais des sports d'Orléans    | 646 2 661          |
| Toulon Saint-Cyr HB           | 2008          | 8e                   | Sandor Rac          | 2017         | Palais des sports Jauréguiberry                     | 4 300              |
| Paris 92                      | 2010          | 9e                   | Yacine Messaoudi    | 2019         | Salle Robert Charpentier Stade Pierre-de-Coubertin  | 1 700 4 016        |
| Jeanne d’Arc Dijon Handball   | 2014          | 10e                  | Christophe Maréchal | 2012         | Palais des sports Jean-Michel-Geoffroy              | 3 100              |
| Bourg-de-Péage Drôme Handball | 2017          | 11e                  | Camille Comte       | 2015         | Complexe Vercors                                    | 1 200              |
| Mérignac Handball             | 2019          | 1er (D2)             | Philippe Carrara    | 2019         | Salle Pierre-de-Coubertin                           | 500                |

## Saison régulière

### Classement
|    | Équipe                     | Pts | J  | G  | N | P  | Bp  | Bc  | Diff |
| -- | -------------------------- | --- | -- | -- | - | -- | --- | --- | ---- |
| 1  | Brest Bretagne Handball    | 51  | 19 | 15 | 2 | 2  | 544 | 453 | 91   |
| 2  | Metz Handball T            | 51  | 19 | 15 | 2 | 2  | 605 | 471 | 134  |
| 3  | CJF Fleury Loiret          | 43  | 19 | 11 | 2 | 6  | 542 | 517 | 25   |
| 4  | Nantes Atlantique Handball | 43  | 19 | 11 | 2 | 6  | 532 | 476 | 56   |
| 5  | Paris 92                   | 42  | 19 | 11 | 1 | 7  | 484 | 461 | 23   |
| 6  | OGC Nice CA HB             | 39  | 19 | 10 | 0 | 9  | 454 | 459 | -5   |
| 7  | ES Besançon                | 38  | 19 | 8  | 3 | 8  | 507 | 480 | 27   |
| 8  | JDA Dijon                  | 36  | 19 | 8  | 1 | 10 | 498 | 518 | -20  |
| 9  | Bourg-de-Péage DHB         | 33  | 19 | 6  | 2 | 11 | 443 | 505 | -62  |
| 10 | Toulon Saint-Cyr VHB       | 32  | 19 | 6  | 1 | 12 | 446 | 495 | -49  |
| 11 | Chambray Touraine Handball | 29  | 19 | 5  | 0 | 14 | 457 | 514 | -57  |
| 12 | Mérignac Handball P        | 19  | 19 | 0  | 0 | 19 | 458 | 621 | -163 |

### Résultats
| Résultats (dom.\ext.)                                      | Bre.  | Metz  | Fle.  | Nan.  | Par.  | Nice  | Bes.  | Dij.  | BdP   | TSC   | Cha.  | Mér.  |
| Brest Bretagne Handball                                    |       | 29-28 | -     | 28-21 | 31-25 | 23-22 | 29-25 | -     | 29-20 | 27-21 | 23-22 | 37-28 |
| Metz Handball                                              | -     |       | 27-27 | 25-24 | 34-21 | 31-24 | 28-24 | 35-21 | 31-31 | 31-18 | 37-25 | 39-20 |
| CJF Fleury Loiret                                          | 27-32 | 27-38 |       | 27-23 | 33-28 | -     | 28-27 | 27-31 | 30-22 | 33-29 | 31-23 | 40-25 |
| Nantes Atlantique Handball                                 | 28-28 | 27-32 | 30-27 |       | 30-29 | 29-17 | 27-21 | -     | 30-22 | 25-21 | 27-24 | 40-25 |
| Paris 92                                                   | 19-31 | 23-19 | 26-14 | 28-23 |       | 23-17 | 21-25 | 25-22 | 28-25 | 24-25 | -     | 27-20 |
| OGC Nice CA HB                                             | 25-24 | -     | 21-27 | 24-21 | -     |       | 21-27 | 34-26 | 25-17 | 20-18 | 31-27 | 29-24 |
| ES Besançon                                                | 26-26 | 34-36 | 28-28 | 25-25 | -     | 24-21 |       | 25-29 | 26-20 | -     | 24-23 | 41-22 |
| JDA Dijon                                                  | 27-19 | 23-29 | 27-31 | 20-25 | 28-28 | 25-24 | 26-31 |       | -     | 24-33 | 27-21 | 33-26 |
| Bourg-de-Péage DHB                                         | 20-36 | -     | 26-30 | -     | 23-29 | 16-21 | 25-24 | 28-26 |       | 26-26 | 27-26 | 28-21 |
| Toulon Saint-Cyr VHB                                       | 18-30 | 28-35 | 24-21 | -     | 18-25 | 21-24 | 21-31 | 26-28 | 25-22 |       | 29-23 | 25-23 |
| Chambray Touraine Handball                                 | 26-31 | 22-34 | -     | 22-37 | 20-23 | 31-23 | 24-19 | 29-25 | 21-22 | 23-20 |       | -     |
| Mérignac Handball                                          | 25-31 | 23-36 | 30-34 | 31-40 | 23-32 | 25-31 | -     | 22-30 | 21-23 | -     | 24-25 |       |
| - Victoire à domicile - Match nul - Victoire à l'extérieur |       |       |       |       |       |       |       |       |       |       |       |       |

À noter que le match retour entre Metz et Brest était prévu le 31 mars lors de la 21e journée.

## Phases finales

### Playoffs
Pour chaque confrontation, le match aller se joue sur le terrain de l'équipe la moins bien classée de la phase régulière, le match retour est accueilli par la mieux classée de la phase régulière.
Le playoffs ne sont pas joués à la suite de la décision de l'arrêt du championnat.

### Playdowns
Le playdown ne sont pas joués à la suite de la décision de l'arrêt du championnat.

## Statistiques

### Diffusions télévisées
Au début de la saison 2019-2020, la Ligue féminine de handball annonce que les rencontres de première division féminin n'ont plus de diffuseur officiel pour cette saison.

### Statistiques et faits marquants
- Meilleure attaque : ? buts marqués pour
- Meilleure défense : ? buts encaissés pour
- Premier carton rouge :
  -  Exclusion directe :  Laura Lasm (Dijon) lors de Besançon-Dijon (25-29) le 21 septembre 2019 (6e journée)
  -  Pour 3 fois 2 minutes :  Laurie Puleri (Mérignac) lors de Mérignac-Nantes (31-40) le 11 septembre 2019 (4e journée)
- Plus grand nombre de buts dans une rencontre : 71 buts lors du match Mérignac-Nantes (31-40) le 11 septembre 2019 (4e journée)
- Plus large victoire à domicile : 19 buts d'écart lors du match ES Besançon-Mérignac (41-22) le 2 novembre 2019 (10e journée) et Metz Handball-Mérignac (39-20) le 12 février 2020 (17e journée)
- Plus large victoire à l'extérieur : 16 buts d'écart lors du match Bourg-de-Péage-Brest (20-36)
- Plus grand nombre de buts dans une rencontre : 15 buts pour  Alexandra Lacrabère (Fleury) lors de Fleury-Metz (27-38) le 11 septembre 2019 (4e journée)
- Plus grande série de victoires : 9 victoires pour le Metz Handball entre les 1re et 9e journées.
- Plus grande série de défaites : 19 défaites pour le Mérignac Handball entre les 1re et 19e journées.
- Plus grande série de matchs sans défaite : 9 matches pour le Metz Handball entre les 1re et 9e journées et pour le Nantes Atlantique Handball entre les 3e et 11e journées.
- Plus grande série de matchs sans victoire : 19 matches pour le Mérignac Handball entre les 1re et 19e journées.

## Récompenses individuelles et distinctions

### 7 Majeur de la semaine
Après chaque journée de championnat, l'Association des joueurs professionnels de handball (AJPH) désigne le 7 majeur de la semaine en association avec Les Sportives Magazine :

### Joueuse du mois
| Joueuse du mois |                                                   |                                                   |                                                   |
| Mois            | Joueuse                                           | Autres nommées                                    | Autres nommées                                    |
| Septembre       | Ana Gros (46,8%, Brest Bretagne Handball)         | Alexandra Lacrabère (26,9%, Fleury Loiret)        | Déborah Kpodar (26,3%, JDA Dijon)                 |
| Octobre         | Alexandra Lacrabère (60%, Fleury Loiret)          | Déborah Kpodar (32%, JDA Dijon)                   | Alexandrina Barbosa (8%, Nantes AHB)              |
| Novembre        | non décerné du fait du Championnat du monde 2019. | non décerné du fait du Championnat du monde 2019. | non décerné du fait du Championnat du monde 2019. |
| Décembre        | non décerné du fait du Championnat du monde 2019. | non décerné du fait du Championnat du monde 2019. | non décerné du fait du Championnat du monde 2019. |
| Janvier         | Veronika Malá (? %, Paris 92)                     | Ana Gros (? %, Brest Bretagne Handball)           | Bruna de Paula (x %, Fleury Loiret)               |
| Février         | Ryu Eun-hee (45%, Paris 92)                       | Bruna de Paula (31%, Fleury Loiret)               | Mélissa Agathe (24%, OGC Nice)                    |

### Distinctions individuelles
Modalités
- Choix des nommés : un jury expert, comptant pour 70%, composé d'Olivier Krumbholz (entraîneur de l’équipe de France A féminine), Éric Baradat (responsable de la filière de formation féminine), Arnaud Villedieu (représentant des entraineurs), Maria Bals (représentante des joueuses pour l’AJPH), Amélie Goudjo et Jocelyn Veluire (Sport en France) ont chacun soumis 3 nommés. Ce dernier a été complété par un jury média, comptant pour 30 %, composé d’un journaliste de L’Equipe, des Sportives, des médias spécialisés handball (HandMag, HandNews) ainsi que d’un représentant de Presse Quotidienne Régionale par club de Ligue Butagaz Énergie ont procédé au choix des nommés.
- Lauréats : le vote des internautes compte pour 30% et est complété par celui des entraîneurs et des capitaines de Ligue Butagaz Énergie (70%).

Résultats
Les récompenses ont été décernées le 9 juin 2020 :
- Meilleure joueuse : Bruna de Paula (CJF Fleury Loiret Handball)

- Meilleur entraîneur : Laurent Bezeau (Brest Bretagne Handball)
- Meilleure espoir : Pauletta Foppa (Brest Bretagne Handball)
- Meilleure défenseure : Astride N'Gouan (Metz Handball)

- Meilleure gardienne de but : Sandra Toft (Brest Bretagne Handball)
- Meilleure ailière gauche : Chloé Bouquet (ES Besançon)
- Meilleure arrière gauche : Bruna de Paula (CJF Fleury Loiret Handball)
- Meilleure demi-centre : Grâce Zaadi (Metz Handball)
- Meilleure pivot : Astride N'Gouan (Metz Handball)
- Meilleure arrière droite : Ana Gros (Brest Bretagne Handball)
- Meilleure ailière droite : Pauline Coatanea (Brest Bretagne Handball

## Clubs engagés en Coupe d'Europe

### Ligue des Champions
| Équipe                  | Qualifications       | Qualifications       | Phase de groupes | Phase de groupes | Tour principal | Tour principal  | Playoffs | Playoffs        | Bilan général   |
| Équipe                  | Résultat             | Vic - Nul - Déf      | Résultat         | Vic - Nul - Déf  | Résultat       | Vic - Nul - Déf | Stade    | Vic - Nul - Déf | Vic - Nul - Déf |
| ----------------------- | -------------------- | -------------------- | ---------------- | ---------------- | -------------- | --------------- | -------- | --------------- | --------------- |
| Brest Bretagne Handball | Directement qualifié | Directement qualifié | 1er groupe C     | 6 - 0 - 0 (100%) | 2e groupe 2    | 4 - 1 - 1 (67%) |          |                 |                 |
| Metz Handball           | Directement qualifié | Directement qualifié | 1er groupe A     | 4 - 2 - 0 (67%)  | 1er groupe 1   | 3 - 1 - 2 (50%) |          |                 |                 |

### Coupe de l'EHF
| Équipe            | Qualifications | Qualifications  | Phase de groupes | Phase de groupes | Playoffs | Playoffs        | Bilan général   |
| Équipe            | Résultat       | Vic - Nul - Déf | Résultat         | Vic - Nul - Déf  | Stade    | Vic - Nul - Déf | Vic - Nul - Déf |
| ----------------- | -------------- | --------------- | ---------------- | ---------------- | -------- | --------------- | --------------- |
| ES Besançon       | 3e tour        | 4 - 0 - 2 (67%) | Éliminé          | Éliminé          | Éliminé  | Éliminé         | 4 - 0 - 2 (67%) |
| Nantes Atlantique | 3e tour        | 3 - 0 - 1 (75%) | Éliminé          | Éliminé          | Éliminé  | Éliminé         | 3 - 0 - 1 (75%) |
| OGC Nice          | 3e tour        | 2 - 0 - 2 (50%) | Éliminé          | Éliminé          | Éliminé  | Éliminé         | 2 - 0 - 2 (50%) |

## Bilan de la saison
| Tableau d'honneur de la saison 2019-2020 |                                                                         |
| Compétition                              | Vainqueur                                                               |
| Championnat de France                    | Aucun                                                                   |
| Premier ex æquo                          | Brest Bretagne Handball et Metz Handball                                |
| Coupe de France                          | Compétition arrêtée                                                     |
| Qualifications européennes 2020-2021     |                                                                         |
| Compétition                              | Qualifiés                                                               |
| Ligue des champions                      | Metz Handball Brest Bretagne Handball (invité)                          |
| Ligue européenne                         | CJF Fleury Loiret Handball Nantes Atlantique Handball Paris 92 (invité) |
| Promotions et relégations                |                                                                         |
| Relégué en Division 2                    | aucun (passage à 14 clubs)                                              |
| Promu de Division 2                      | Handball Plan-de-Cuques HBCSA Porte du Hainaut                          |